# Fleetita
La fleetita és un mineral de la classe dels sulfurs. Va ser anomenat en honor de Michael Fleet (4 de gener de 1938, Manchester, Anglaterra - 6 de desembre de 2017, Londres, Ontario, Canadà), geoquímic, cristal·lògraf i professor de mineralogia al Departament de Ciències de la Terra de la Universitat de Western Ontario, al Canadà.

## Característiques
La fleetita és un antimonur de fórmula química Cu₂RhIrSb₂. Va ser aprovada com a espècie vàlida per l'Associació Mineralògica Internacional l'any 2018, sent publicada per primera vegada el 2021. Cristal·litza en el sistema isomètric. Sembla ser el primer mineral amb rodi i iridi posicionats en llocs estructurals separats.
L'exemplar que va servir per a determinar l'espècie, el que es coneix com a material tipus, es troba conservat a les col·leccions del Museu geològic de Sibèria Central, a Novosibirsk (Rússia), amb el número de catàleg: 1/41/11002.

## Formació i jaciments
Va ser descoberta al riu Miass, a l'óblast de Txeliàbinsk (Rússia), com un únic gra de 50 μm de diàmetre en un placer amb altres minerals del grup del platí. Aquest indret és l'únic a tot el planeta on ha estat descrita aquesta espècie mineral.